# Władysław Hasior

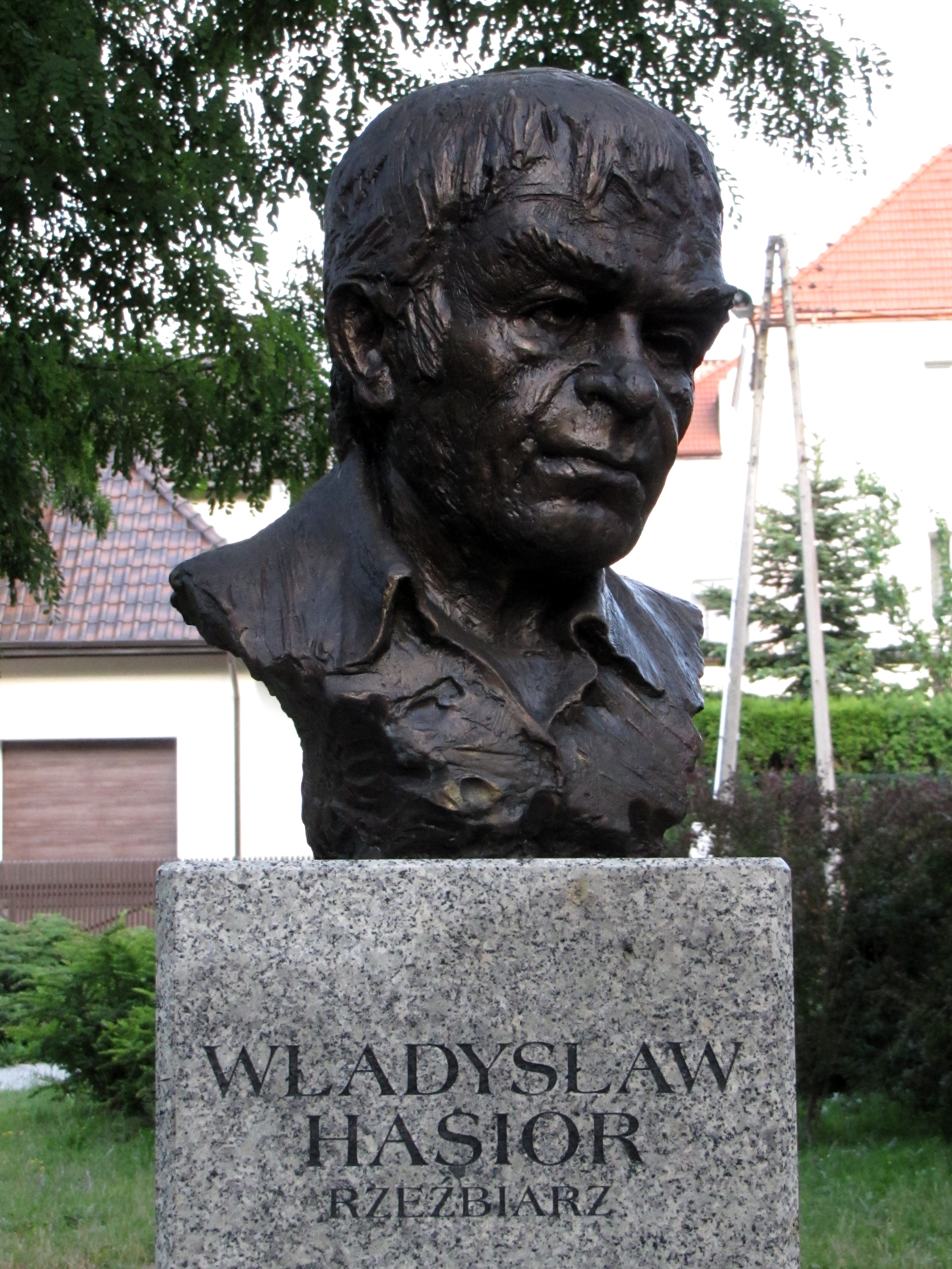
Popiersie Władysława Hasiora w Alei Sław na Skwerze Harcerskim w Kielcach autorstwa Arkadiusza Latosa

Władysław Hasior (ur. 14 maja 1928 w Nowym Sączu, zm. 14 lipca 1999 w Krakowie) – polski artysta rzeźbiarz, malarz, scenograf, związany z Podhalem.

## Życiorys
W latach 1947–1952 uczył się w Państwowym Liceum Technik Plastycznych w Zakopanem pod kierunkiem profesora Antoniego Kenara, a następnie w latach 1952–1958 studiował w Akademii Sztuk Pięknych w Warszawie, pod kierunkiem profesora Mariana Wnuka. W roku 1959 otrzymał stypendium francuskiego Ministra Kultury; studiował w pracowni rzeźbiarza Ossipa Zadkine’a w Paryżu. Od 1957 roku wystawiał indywidualnie oraz brał udział w wystawach zbiorowych w kraju i za granicą, m.in. w: Paryżu, Rzymie, Sztokholmie, Oslo, Montevideo, São Paulo, Helsinkach, Wiedniu, Wenecji, Kopenhadze, Brukseli, Moskwie. Uczestnik Sympozjum Plastycznego Wrocław ’70. Został pochowany na zakopiańskim Cmentarzu Zasłużonych na Pęksowym Brzyzku (kw. L-III-21a).

## Twórczość
Jego twórczość nawiązuje do nowoczesnych prądów artystycznych (surrealizmu, rzeźby abstrakcyjnej, nowego realizmu), ale także do tradycyjnego rzemiosła i wytwórczości o charakterze ludowym. W pracach swych Hasior wykorzystywał przedmioty gotowe – „zużyte rekwizyty codzienności”, które kolekcjonował w swoim domu w Zakopanem. Uważany też za pioniera asamblażu w Polsce.
W 2014 MOCAK zorganizował wystawę Władysław Hasior. Europejski Rauschenberg? Na wystawie pokazano około 100 prac artysty z lat 1956–1986.

## Galeria autorska artysty
Galeria Władysława Hasiora znajduje się w budynku starej Leżakowni w Zakopanem i jest filią Muzeum Tatrzańskiego im. dr. Tytusa Chałubińskiego. Budynek ten w okresie międzywojennym był miejscem werandowania kuracjuszy sanatorium przeciwgruźliczego.
Hasior zaadaptował dwukondygnacyjny budynek na własne potrzeby umieszczając w nim swoją galerię, mieszkanie i pracownię. Znajdowała się tu również „świetlica powiatowa”, będąca miejscem aranżowanych przez artystę spotkań z publicznością, podczas których Hasior wygłaszał prelekcje ilustrowane własnymi przeźroczami. Otwarcie w lutym 1984 autorskiej galerii artysty zakończyło okres „egzystencji wędrownej” w jego życiu – zgromadzony w szopie przy willi „Borek” prawie dwudziestoletni dorobek artystyczny Hasiora wreszcie znalazł miejsce stałej ekspozycji. Tworzone sukcesywnie przez artystę wnętrze galerii jest według Teresy Jabłońskiej, dyrektorki Muzeum Tatrzańskiego: „jedyną w swoim rodzaju instalacją z własnych eksponatów, kreującą przestrzeń magiczną przesyconą muzyką, światłami, odrealnioną w fantastycznych odbiciach ogromnych luster”.
W Miejskim Ośrodku Sztuki w Gorzowie Wielkopolskim znajduje się Galeria Władysława Hasiora.

## Niektóre prace
- Niobe (1961), Niobe z czarnego pożaru I (1974) – rzeźbę Niobe, której częścią były płonące świece, zniszczył w 1974 pożar, nowa forma dzieła, która powstała w jego wyniku, jest wystawiana pod tytułem Niobe z czarnego pożaru I[6]
- Przesłuchiwanym (1964)
- cykl Sztandary (1965–1975)
- Golgota (1971)
- Czarny krajobraz I – Dzieciom Zamojszczyzny (1974)
- Wyszywanie charakteru (1974)
- Przesłuchanie anioła (1962)

## Pomniki i rzeźby plenerowe
- Ratownikom górskim w Zakopanem (1959)
- Rozstrzelanym partyzantom w Kuźnicach (1964)
- Poległym o utrwalenie władzy ludowej na Podhalu (lub Organy) na przełęczy Snozka (Kluszkowce 1966)
- Płonąca Pieta koło Kopenhagi (1972)
- Słoneczny rydwan w Södertälje (Szwecja) (1972)
- Ogniste ptaki w Szczecinie (1975)
- Płomienne ptaki w Koszalinie (1977)

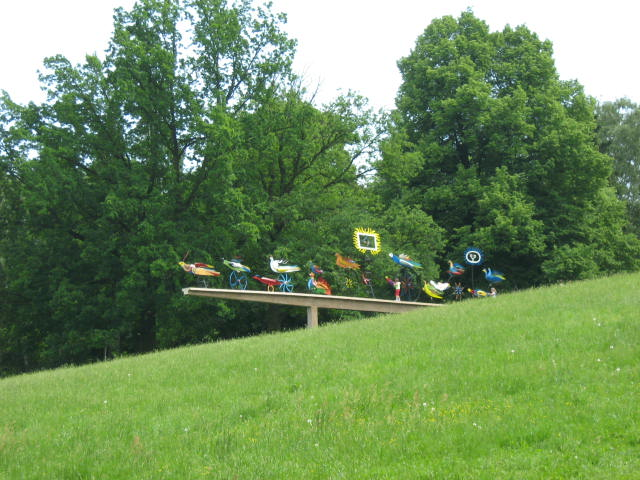
Ogniste ptaki, 1975, Park Kasprowicza w Szczecinie
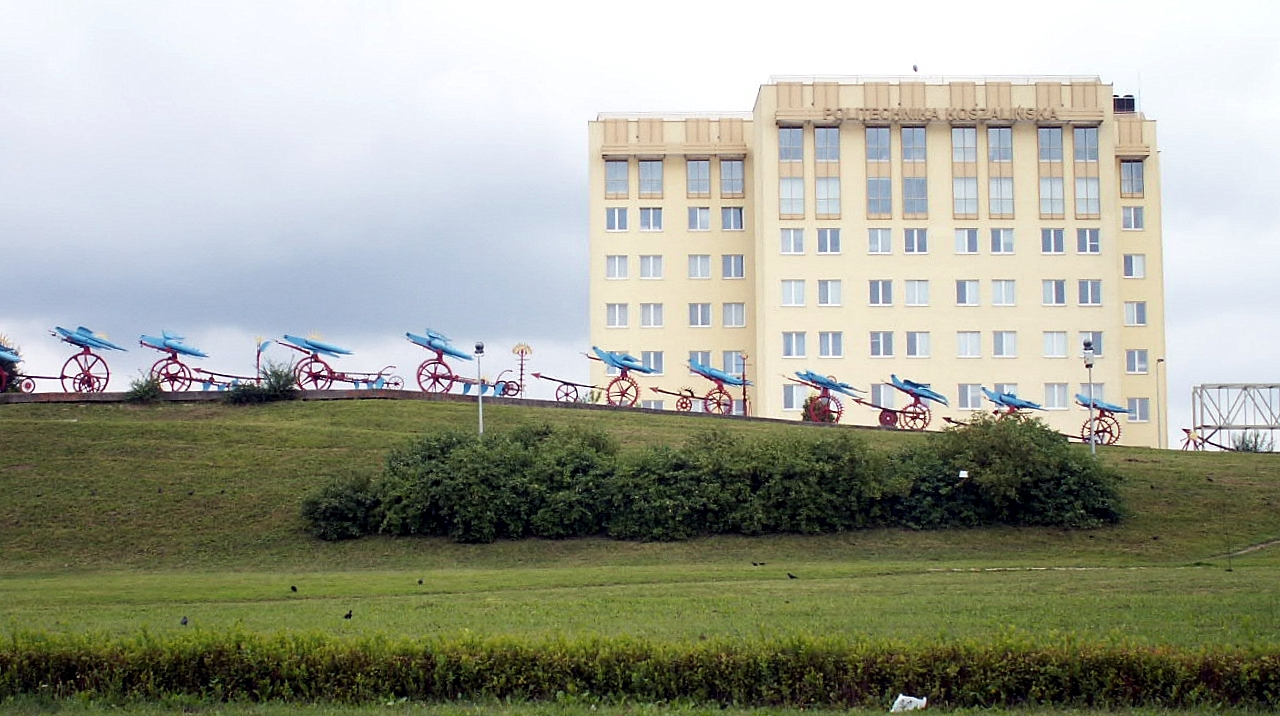
Płomienne ptaki, 1977, Koszalin (w tle Politechnika Koszalińska)
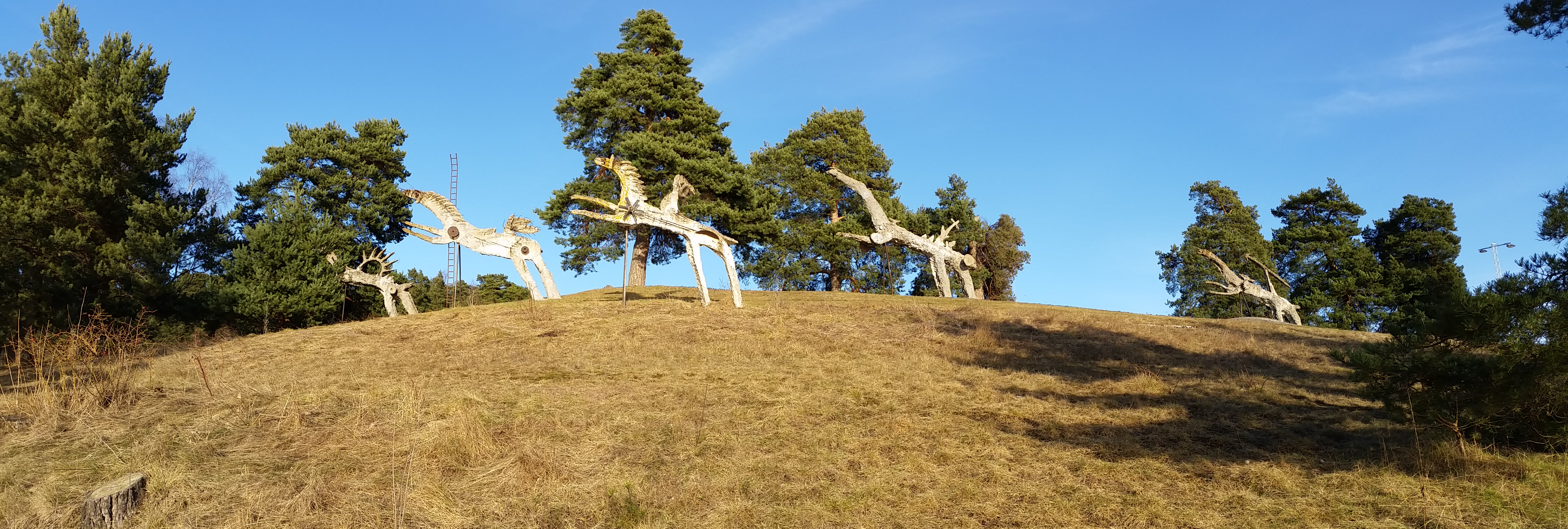
Słoneczny rydwan w Södertälje (Szwecja), 1972.
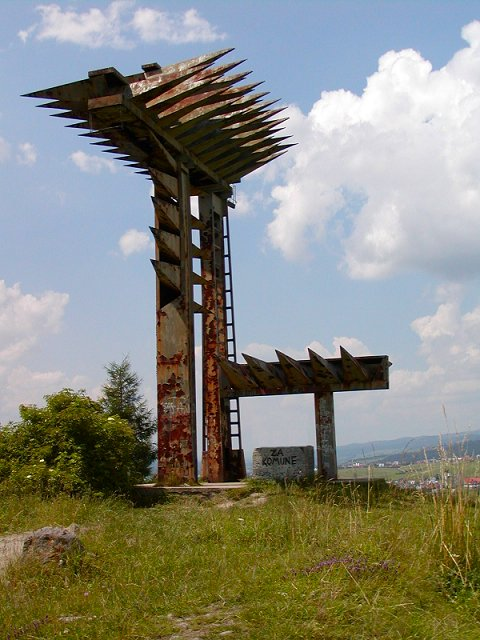
Poległym o utrwalenie władzy ludowej na Podhalu (lub Organy), przełęcz Snozka, Kluszkowce, 1966.
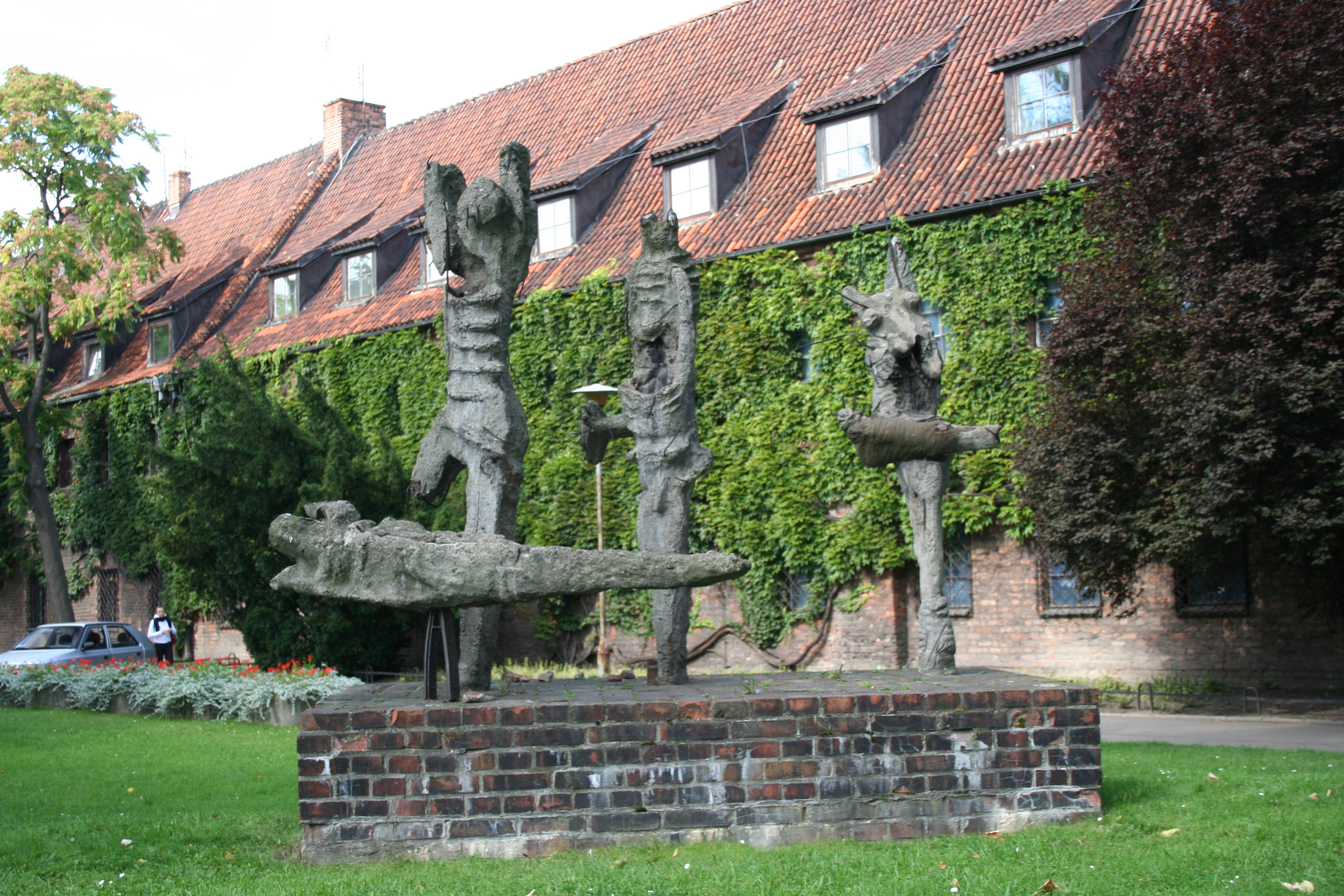
Pomnik Rozstrzelanych Zakładników z Nowego Sącza, 1966–1968, Wrocław
Pomnik zwycięstwa żołnierza polskiego (projekt), 1970, Sympozjum Plastyczne Wrocław '70, kolekcja MWW
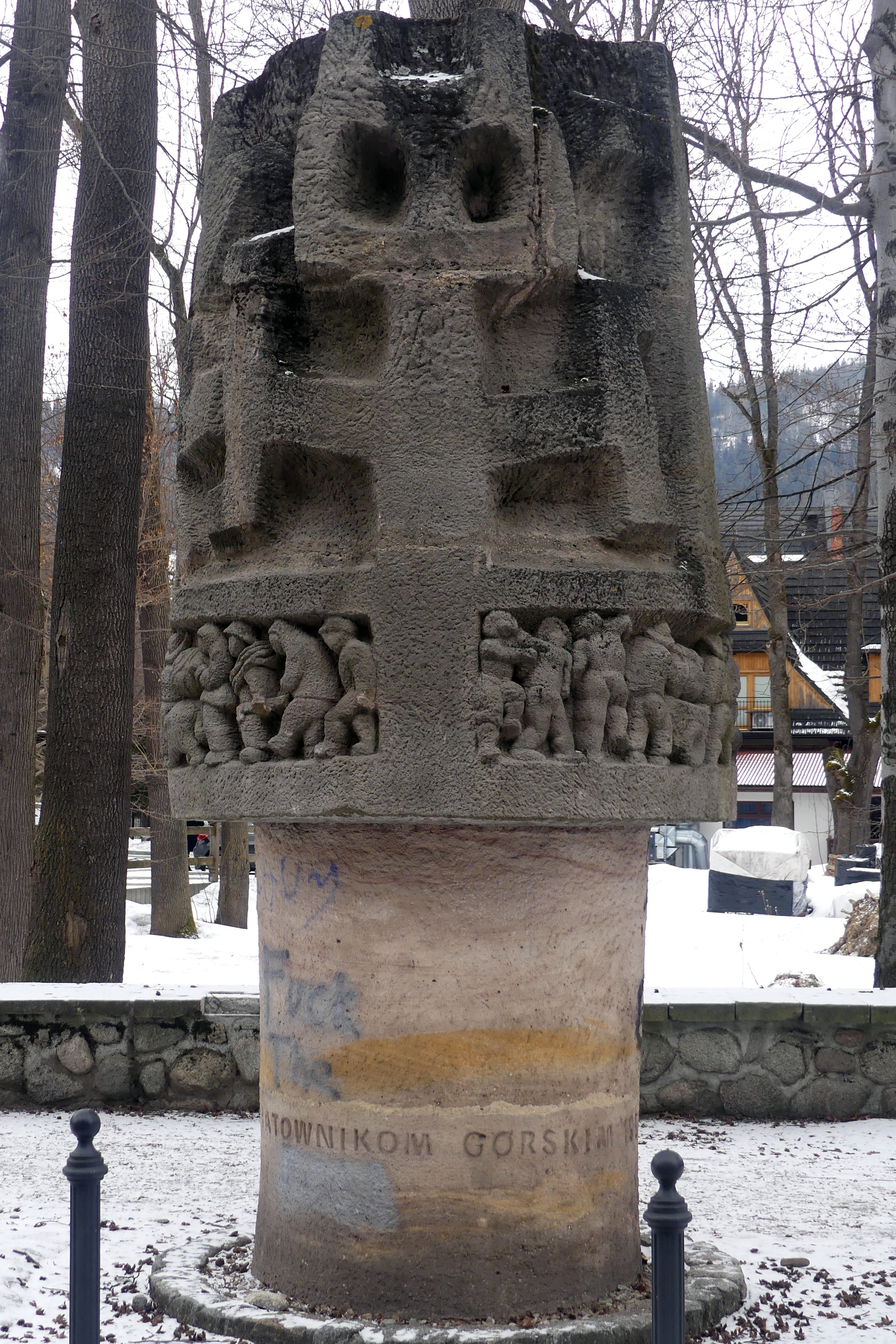
Pomnik Ratowników Górskich w Zakopanem

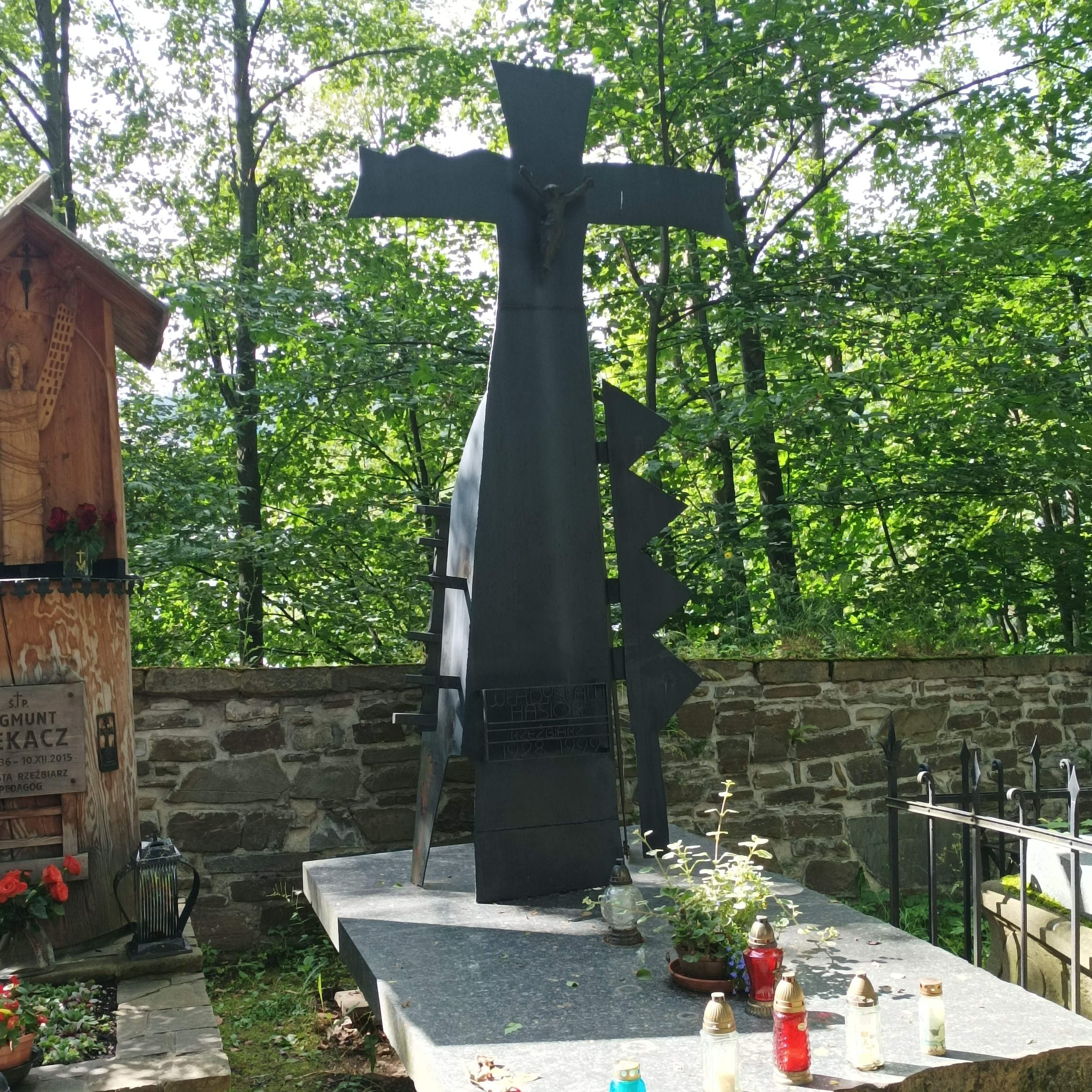
Grób Władysława Hasiora na Cmentarzu Zasłużonych na Pęksowym Brzyzku

## Nagrody i odznaczenia
- 1971: Nagroda Ministra Kultury i Sztuki I stopnia.
- 1974: Krzyż Kawalerski Orderu Odrodzenia Polski[7].
- 1975: Nagroda Polskiego Międzynarodowego Stowarzyszenia Krytyków Sztuki AICA dla najwybitniejszego twórcy powojennego 30-lecia.
- 1976: Powołany przez Ministerstwo Kultury i Sztuki do Rady Programowej Plastyki.
- 1976: Dyplom Ministra Spraw Zagranicznych za osiągnięcia w propagowaniu sztuki polskiej za granicą.
- 1986: Odznaka tytułu honorowego „Zasłużony dla Kultury Narodowej”[8]
- 1989: Medal Kalos Kagathos[9].
- 1998: Nagroda Fundacji Kultury Polskiej.
- 1999: Tytuł doktora honoris causa przyznany przez Akademię Sztuk Pięknych w Gdańsku (pośmiertnie)[10].

Z okazji 10. rocznicy śmierci Poczta Polska wydała serię czterech okolicznościowych znaczków pocztowych z fotografiami prac artysty.

## Władysław Hasior w filmie
Władysław Hasior był bohaterem kilku polskich filmów dokumentalnych:
- Polska rzeźba współczesna 1963 (reż. Konstanty Gordon)
- Władysław Hasior 1968 (reż. Grzegorz Dubowski)
- Żywioły 1976 (reż. Grzegorz Dubowski)
- Hasior 1982 (reż. Jerzy Passendorfer)
- Pracownia 1984 (reż. Jerzy Biały)
- Alarm ekologiczny 1992 (reż. Grzegorz Dubowski)
- Pejzaże 1995 (reż. Grzegorz Dubowski)
- Nie buduję już pomników 1998 (reż. Urszula Dubowska i Paweł Sosnowski)
- Będzie wciąż ogromniał 2000 (reż. Lucyna Smolińska i Mieczysław Sroka)
- Hasior inaczej 2019 (reż. Urszula Dubowska)